# Die rote Maus
Die rote Maus ist ein deutscher Stummfilm aus dem Jahre 1925 von Rudolf Meinert mit Aud Egede Nissen in der Titelrolle und ihrem damaligen Ehemann Paul Richter in der männlichen Hauptrolle.

## Handlung
Die „rote Maus“, das ist der Spitzname von Fanny, eines einst braven und jungen Mädchens aus gutem Hause, das eines Tages auf seinem Lebensweg die falsche Abzweigung genommen hatte und die Geliebte des Kriminellen Billy wurde. Eines Tages droht Billys Verhaftung, doch zuvor gelingt es ihm noch, Fanny, die als Mitwisserin und „Partner in Crime“ ebenfalls gesucht wird, zu warnen. Auf ihrer Flucht vor dem langen Arm des Gesetzes gerät die „rote Maus“ in Filmkreise. In einer Kaschemme „entdeckt“ sie ein Regisseur, der für seine nächste Inszenierung unbedingt eine Apachin (= Gangsterbraut) sucht. Der findet, dass Fanny dafür die Idealbesetzung wäre. Zwischen den beiden entsteht ein tiefes Vertrauensverhältnis, so dass Fanny dem Filmemacher ihr gesamtes bisheriges Leben erzählt. Der verspricht ihr daraufhin, sie aus dem Sumpf zu retten und zurück in eine bürgerliche, sprich: anständige Existenz zu führen. Der bei den Dreharbeiten als Rechtsberater anwesende Dr. Franklin findet rasch Gefallen an Fanny, und so wird aus der Gangsterbraut „die rote Maus“ schließlich Frau Fanny Franklin.
Die Zeit geht ins Land, und nachdem Billy seine zweijährige Strafe abgesessen hat, macht er sich sofort auf die Suche nach seiner einstigen Braut, der er bis heute in inniger Liebe verbunden ist. Zeitgleich rutsch er in alte Gewohnheiten zurück und knüpft die alten Kontakte zu seinen Ganovenfreunde von einst wieder neu. Gemeinsam planen die Unterwelthalunken, in die Villa des bekannte Juristen Dr. Franklin, der als Gerichtspräsident Billy einst zur Gefängnishaft verurteilt hatte, einzubrechen, ohne zu ahnen, dass Fanny hier ihren neuen Lebensmittelpunkt gefunden hat. Am Abend des großen Bruchs gibt Fanny gerade eine gesellschaftliche Soirée. Als sie für einen Moment in ihr Gemach zurückkehrt, steht sie dem Einbrecher Billy, ihrem ehemaligen Geliebten, gegenüber. Sie will verhindern, dass Billy sie und ihren Gatten beraubt, doch Billy denkt gar nicht daran, ohne die bereits ausgemachte fette Beute abzuziehen. Schließlich sinkt Fanny ohnmächtig danieder. In diesem Zustand wird die einstige „rote Maus“ von ihrem Gatten aufgefunden und in der Folgezeit gesund gepflegt. 
Es vergeht weitere Zeit. Franklin und seine Gattin Fanny sind zu einem Fest des spanischen Gesandten eingeladen. Dorthin hat sich auch der Schurke Billy eingeschmuggelt, indem er sich zu dieser Okkasion als Lohndiener dargeboten hat. Billy erkennt sogleich Fanny und erzwingt eine erneute Begegnung. Nun droht er seiner ehemaligen Geliebten, sie als flüchtige Verbrecherin zu entlarven, sollte sie hier ihm nicht helfen, ein Perlencollier der Gastgeberin zu entwenden. Mit dem Geld, das er durch dessen Verkauf zu erlangen hofft, wolle sich Billy, so sagt er, ins Ausland absetzen. Fanny kann sich noch einmal Billys Wunsch entziehen, wird von diesem aber wenig später erneut in der Franklin-Villa heimgesucht. Er will unbedingt ihre Mithilfe bei seiner geplanten Flucht erzwingen, zumal die Kriminalpolizei bereits hinter ihm her sei. Doch so weit kommt es erst gar nicht. Als Billy über den Balkon zu Fanny einsteigen will, greift die Hand des Gesetzes zu, und Billy wird verhaftet. Fanny fürchtet, dass der ehrlose Schurke ihr Geheimnis aufdecken und ihre Vergangenheit verraten werde, doch eingedenk der alten Liebe zu ihr schweigt Billy wider Erwarten. Schließlich reißt sich Billy aus den Händen der Polizisten los und versucht, zu fliehen. Dabei wird er erschossen.

## Produktionsnotizen
Die rote Maus entstand im November 1925, passierte die Filmzensur am 18. Dezember 1925 und wurde kurz darauf im Berliner Marmorhaus uraufgeführt. Der mit Jugendverbot belegte Fünfakter besaß eine Länge von 2071 Metern. 
Hermann Warm entwarf die Filmbauten.

## Kritik
Das Tagblatt schrieb, der Film sei ein „ungewöhnlich spannendes Kriminaldrama“ und zeigt „realistische Bilder aus Verbrecherhöhlen, aber auch aus Prunkpalästen. Gemeinheit und Edelsten, Gewinnsucht und Selbstentäußerung, alle guten und schlechten Eigenschaften, die Menschenseelen bewegen, werden in diesem Film zum Ausdruck gebracht und nach einer atembeklemmenden Spannung der Lösung zugeführt.“

## Einzelnachweis
1. ↑  „Die rote Maus“. In: Tagblatt, 7. März 1926, S. 8 (online bei ANNO).